# SIAI S.52
SIAI S.52 là một mẫu thử máy bay tiêm kích của Ý năm 1924.

## Quốc gia sử dụng
Italy
- Regia Aeronautica

 Paraguay
- Không quân Paraguay

## Tính năng kỹ chiến thuật
Dữ liệu lấy từ Green, William, and Gordon Swanborough The Complete Book of Fighters: An Illustrated Encyclopedia of Every Fighter Aircraft Built and Flown, New York: SMITHMARK Publishers, 1994, ISBN 0-8317-3939-8
Đặc điểm tổng quát
- Kíp lái: 1
- Chiều dài: 7.18 m (23 ft 6⅔ in)
- Sải cánh: 10.70 m (35 ft 1¼ in)
- Diện tích cánh: 24.00 m2 (258.34 ft2)
- Trọng lượng rỗng: 800 kg (1,764 lb)
- Trọng lượng có tải: 1,100 kg (2,425 lb)
- Powerplant: 1 × Hispano-Suiza HS 42 kiểu piston 8 xy-lanh làm mát bằng nước, 224 kW (300 hp) mỗi chiếc

Hiệu suất bay
- Vận tốc cực đại: 270 km/h (168 mph)
- Thời gian bay: 2 giờ  30 phút

Vũ khí trang bị
- 2 × Súng máy Vickers 7,7-mm (0.303-inch)